# قصر رئيس الأساقفة (إشبيلية)

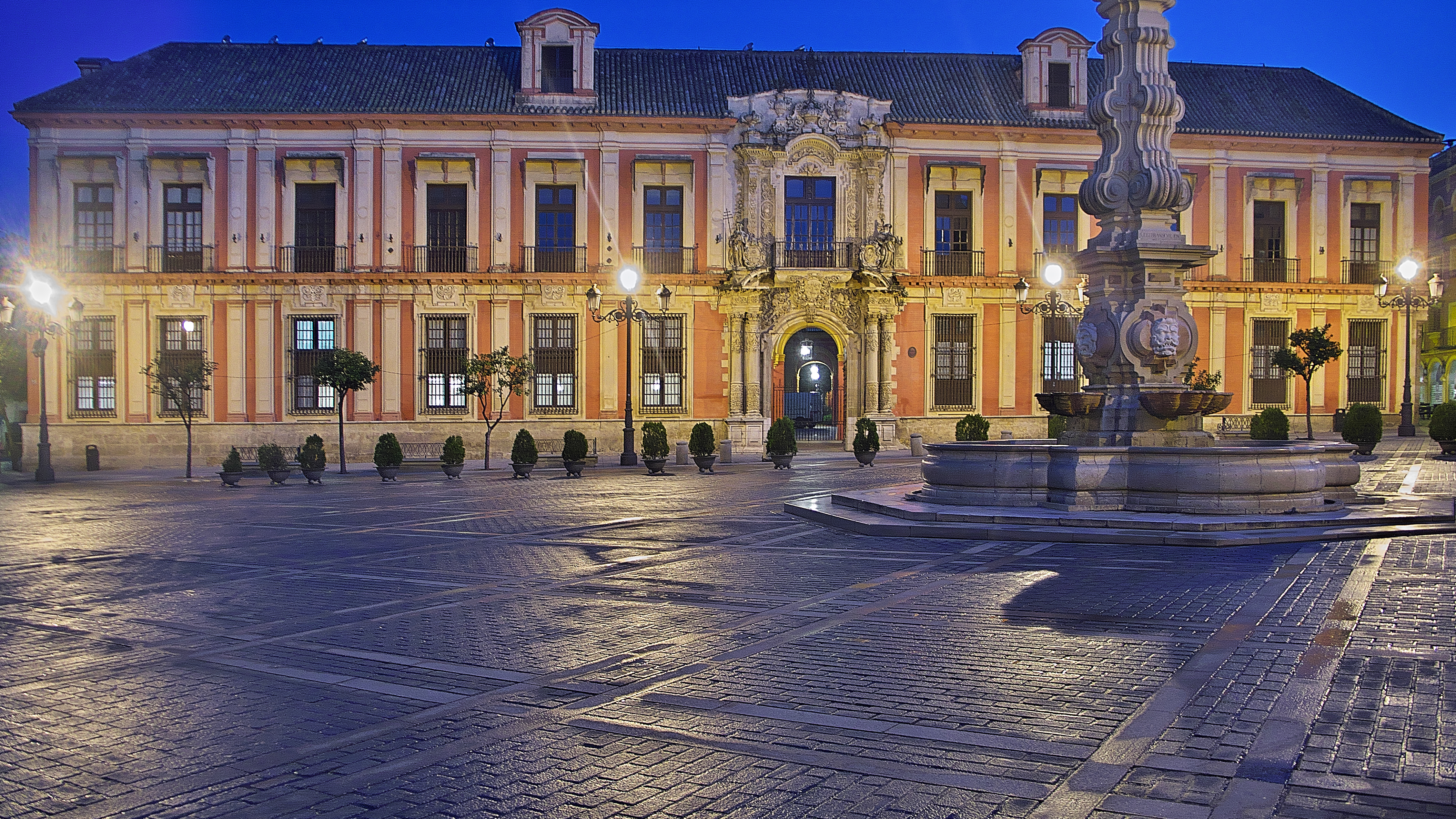
قصر رئيس الأساقفة في مدينة إشبيلية.

قصر رئيس أساقفة إشبيلية (بالإسبانيَّة: Palacio Arzobispal) هو قصر في مدينة إشبيلية، إسبانيا. وقد كان بمثابة مقر رؤساء الأساقفة ومطارنة أسقفيَّة إشبيلية ومقر العديد من الشخصيات النبيلة والعسكريَّة في الوقت الحاضر. ويقع القصر في القسم الجنوبي من إشبيلية، في ساحة فيرجن دي لوس رييس، وهي تقابل تقريبًا الخيرالدة. ويقع على الجانب الشمال الشرقي من كاتدرائية إشبيلية في حي سانتا كروز. القصر مبني على الطراز المعماري الباروكي الإسباني، وأصبح نصب تذكاري وطني منذ عام 1969.